# باردي (إميليا رومانيا)
باردي (بالإيطالية: Bardi)‏ هي بلدية في مقاطعة بارما في إقليم إميليا رومانيا الإيطالي.

## السكان
في سنة 1861 بلغ عدد السكان 9٬481 نسمة، وتطور العدد ليصل في سنة 2011 لـ 2٬337 نسمة.
يظهر هذا المخطط البياني تطور النمو السكاني لـ باردي (إميليا رومانيا)

## أعلام
- جول روسي